# Leptopelis millsoni
Leptopelis millsoni és una espècie de granota de la família dels hiperòlids que viu al Camerun, República Centreafricana, República del Congo, República Democràtica del Congo, Guinea Equatorial, Gabon i Nigèria.
Està amenaçada d'extinció per la pèrdua del seu hàbitat natural.